# Michael Jackson: Chase the Truth
(Sinossi del film)
Michael Jackson: Chase the Truth (in Italia trasmesso su Amazon Prime Video con il nome di Michael Jackson: rincorri la verità mentre su Sky come Michael Jackson: Processo al Re del Pop) è un documentario inglese per la televisione del 2019 diretto da Jordan Hill e prodotto da Entertain Me Productions che confuta le accuse di presunto abuso sessuale su minori mosse contro il cantante Michael Jackson, in particolare quelle mosse dal documentario Leaving Neverland (2019), tramite l'investigazione sulle inchieste giudiziarie, l'analisi dei file delle indagini dell'FBI, le trascrizioni delle udienze e interviste a suoi collaboratori e amici. Il documentario è stato trasmesso nel 2019 in streaming su Amazon Prime Video e YouTube e dal 29 agosto 2020 viene trasmesso anche da Sky Italia nel canale Crime+Investigation con il titolo Michael Jackson: Processo al Re del Pop.

## Descrizione
Il regista ha dichiarato:
Il film presenta diverse testimonianze tra cui quella dell'ex guardia del corpo di Jackson, Matt Fiddes, e dell'attore e amico di Jackson Mark Lester e di sua figlia Lucy, di cui Jackson era padrino, che affermano entrambi che le dichiarazioni di abusi di Safechuck e Robson sono fittizie e motivate da guadagni finanziari: «È sempre una questione finanziaria» dichiara Fiddes nel film, aggiungendo: «È difficile capire come queste accuse possano essere vere».
Il biografo di Jackson, Mike Smallcombe aggiunge: «Ora due accusatori hanno fatto causa alla tenuta di Jackson, come tutti gli accusatori di Michael Jackson, si è sempre trattato di soldi».

## Distribuzione e critica
Presentando il documentario sulla sua pagina Instagram, Fiddes ha confrontato il documentario Leaving Neverland di HBO a Chase The Truth, dichiarando: 
Il giornalista italiano Gabriele Antonucci su Panorama ha dichiarato riguardo a questo e ad altri contro-documentari:
(Gabriele Antonucci, 29 agosto 2019)